# Xã Columbia, Quận Fayette, Indiana
Xã Columbia (tiếng Anh: Columbia Township) là một xã thuộc quận Fayette, tiểu bang Indiana, Hoa Kỳ. Năm 2010, dân số của xã này là 993 người.